# Ranach
Ranach, auch Rune, ist ein Weiler der Fraktion Oberrotte in der Gemeinde St. Jakob in Defereggen im Defereggental (Osttirol).

## Geographie
Ranach liegt in rund 1450 Metern Höhe auf der Sonnenseite des Defereggentals rund 40 Meter oberhalb der südlich fließenden Schwarzach. Ranach wird im Westen von der Oberberg Runsen, im Osten vom Reggenbach begrenzt. Die Oberberg Runsen bildet dabei die Grenze zur benachbarten Rotte Mariahilf, der Reggenbach trennt Ranach von Grandeggen. Unterhalb bzw. südlich von Ranach verläuft die Defereggentalstraße (L25) von der eine Straße nach Ranach abzweigt und weiter nach Grandeggen führt.
Ranach besteht aus fünf Adressen bzw. sechs größeren Gebäuden. Es sind dies die zusammen betriebenen Pensionen Zirbenhof und Lärchenhof (Oberrotte 17 und 66), der noch landwirtschaftlich betriebene Paarhof Lederer oder Oberlederer mit Wohn- und Wirtschaftsgebäude (Oberrotte 18) und der zugehörigen Pension Lärchenhof (Oberrotte 84) sowie dem Nationalparkhaus Haus des Wassers (Oberrotte 110).

## Geschichte
Den Grundstein für die Besiedlung von Ranach wurde durch die mittelalterliche Schwaige (Urhof) Ranach gelegt. Die Schwaige erhielt ihren Namen vom althochdeutschen Rona, was Windwurf oder umgestürzter Baum bedeutet. Die Schwaige stand ebenso wie das benachbarte Grandeggen in Besitz der Grundherrschaft der Heiligengeist-Spitals in Brixen. Die Urbarmachung der Raut Pötsch, 1528 als „Petscherleins Raut“ sowie 1558 als „Pöitscher Raut“ erwähnt, erfolgte auf Grund des Siedlungsausbaus während des forcierten Bergbaus im Defereggental.
Ranach wird von der Statistik Austria 1923 nicht extra ausgewiesen, sondern vermutlich bei Grandeggen mitgezählt. 1951 wird Ranach als Einzelsiedlung mit zwei Gebäuden und sechs Einwohnern geführt, 1961 lebten in Ranach nur mehr vier Menschen in zwei Häusern. 1971 lebten im nun zum Weiler hochgestuften Ranach sieben Menschen in drei Häusern, 1981 sechs Menschen in vier Gebäuden. Seit 1991 wird die Bevölkerung von Ranach nicht mehr gesondert ausgewiesen.
Wie sich an den Daten der Statistik Austria ablesen lässt, bestand Ranach bis in die 1960er Jahre nur aus zwei Bauernhöfen. Danach erfolgte der sukzessive Ausbau durch Errichtung von Beherbergungsbetrieben. Zuletzt wurde im September 2003 das Bildungszentrum des Nationalparks Hohe Tauern "Haus des Wassers" eröffnet.

## Bauwerke
In Ranach besteht mit dem Paarhof Oberlederer noch ein ursprüngliches, bäuerliches Ensemble. Das Wohngebäude des Paarhofs ist ein zweigeschoßiger Kantblockbau auf talseitig gemauertem Kellerfundament mit Baukern vermutlich aus dem 18. Jahrhundert. Das giebelseitig erschlossene Mittelflurhaus wurde an der Giebelfassade durch umlaufende Söller betont. Umbauten stammen aus dem 19. Jahrhundert, um 1860 erfolgte die Aufstockung des Dachgeschoßes. Das zugehörige Wirtschaftsgebäude wurde nach 1860 anstelle eines Vorgängerbaus über gemauertem Fundament in kombinierter Holzbauweise (Block-, Ständer- und Ständerbohlenbauweise) errichtet. Es besteht aus einem traufseitig erschlossenem Stall, einer Tenne im Obergeschoß und einer Heulege im Dachraum. An der Giebelseite besteht zudem ein Trockengerüst. Zum Ensemble gehört auch ein eingeschoßiger Kornkasten, der vermutlich im 18. Jahrhundert errichtet wurde und um 1980 erneuert wurde.